# NGC 7289
NGC 7289 est une vaste galaxie lenticulaire relativement éloignée et située dans la constellation du Poisson austral. Sa vitesse par rapport au fond diffus cosmologique est de 8 190 ± 24 km/s, ce qui correspond à une distance de Hubble de 120,8 ± 8,5 Mpc (∼394 millions d'al). NGC 7289 a été découverte par l'astronome britannique John Herschel en 1834.